# Châtaigneraie bourbonnaise
Pour les articles homonymes, voir Châtaigneraie.
La Châtaigneraie bourbonnaise ou Pays de la châtaigne (País de la Châtanhe en bourbonnais) est une microrégion naturelle de France située essentiellement dans le département de l'Allier. Son nom lui vient du grand nombre de châtaigniers présents sur son territoire,.

## Situation
La région est principalement située dans le département de l'Allier, à l'ouest de Montluçon ; elle constitue les environs d'Huriel, principale ville de ce territoire. Les limites de ce petit territoire ne dépassent pas les villages de Culan ou d'Épineuil-le-Fleuriel dans le département du Cher. La région fait transition avec l'ancienne province du Berry ; elle se trouve à proximité de la Haute-Marche au sud-ouest, du Boischaut Sud à l'ouest et des Combrailles au sud. 

## Langue régionale
Dans cette région on parle le dialecte bourbonnais méridional, terme qui désigne les parlers orientaux du Croissant, grande zone linguistique de transition entre parlers occitans et de langue d'oïl et où tous deux se côtoient et se mélangent,,.